# Westrarchaea sinuosa
Westrarchaea sinuosa är en spindelart som beskrevs av Rix 2006. Westrarchaea sinuosa ingår i släktet Westrarchaea och familjen Pararchaeidae.
Artens utbredningsområde är Western Australia. Inga underarter finns listade i Catalogue of Life.